# Musée du verre et des activités anciennes de la forêt
 (septembre 2022).
Le musée du verre et des activités anciennes de la forêt est situé à Hennezel, dans le département des Vosges.

## Historique et présentation
L'abbé Mathis, conscient du patrimoine historique exceptionnel de sa paroisse, est le premier à envisager un musée à Hennezel. Il collecte ainsi à cette intention de nombreux documents et objets. Il meurt toutefois tragiquement pour fait de Résistance, le 9 septembre 1944. L'incendie de la cure par l'occupant achève d'anéantir le projet.
Jean-François Michel, président de l'association Saône lorraine, relance l'idée en 1982 auprès du commandant Jean Marulier, maire de la ville, mais, faute de locaux disponibles, elle n'a pas eu de suite immédiate.
En juillet 1984, des bénévoles aidés par le Comité des fêtes mettent en place l'exposition « Hennezel et ses hameaux au fil du temps » qui sera le déclencheur. La même année, la commune acquiert la Résidence de Clairey et dans la foulée, le nouveau maire Pierre Lelarge inscrit le musée à l'ordre du jour et lui apporte son soutien sans restriction. Les travaux avancent et les membres de l'association s'activent permettant d'ouvrir officiellement les portes du musée du Verre, du Fer et du Bois, le 26 juillet 1986. Un an plus tard, il s'enrichit d'une nouvelle salle destinée au Travail des femmes et des enfants, et l'amicale du Maquis de Grandrupt inaugure celle de la Résistance en Vôge (1943-1944) consacrée aussi au martyre de l'abbé Mathis.
La toile commandée au peintre vosgien Xavier-Alphonse Monchablon (1835-1907) pour la chapelle de l'école Notre-Dame de la Hutte, par Maurice Aubry, député des Vosges entre 1871 et 1876, est retirée par précaution durant la Seconde Guerre mondiale. Après avoir été entreposé à la cure de Saint-Antoine d'Épinal, le tableau a été remis en 1985 à l'association Saône lorraine afin d'être exposé au musée du Verre, du Fer et du Bois d'Hennezel.
La municipalité, avec l'aide du Conseil général, agrandit et surélève le bâtiment en 1994. Cette opération permet à Saône lorraine de créer une salle d'exposition temporaire et d'aménager deux espaces spécifiques sur le verre : la salle Clairey ou Joseph Didot et la salle François-Théodore Legras.